# Vosková tabulka

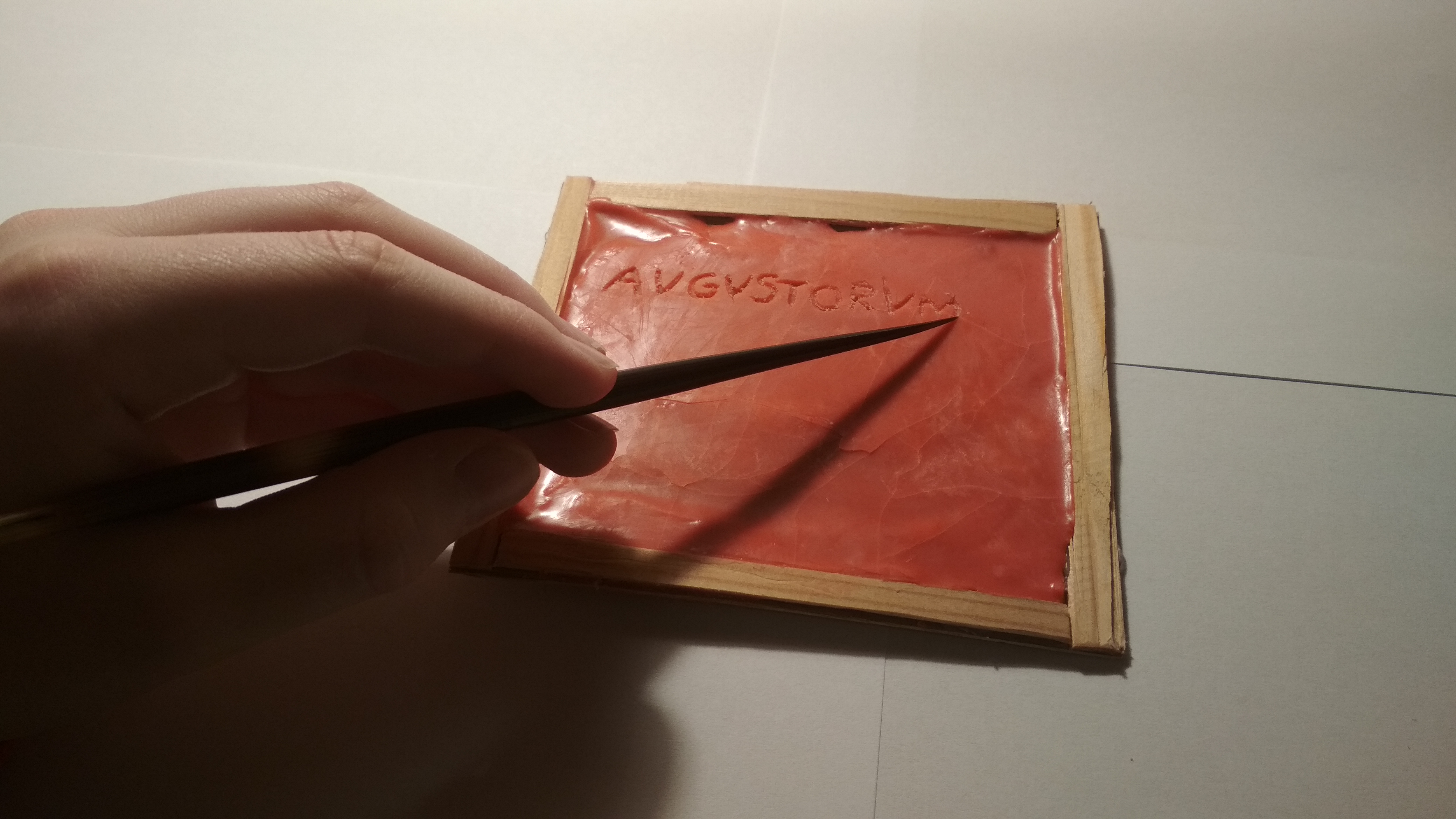
Ruka píšící na voskovou tabulku.

Vosková tabulka je historická psací látka, používaná hlavně ve starověkém Římě. Šlo o dřevěnou destičku politou voskem, do kterého se ryl text. Někde přetrvala až do konce středověku nebo začátku novověku.

## Výhody a použití
Její hlavní výhodou je možnost text snadno smazat. Psalo se na ni oboustranným perem, které mělo z jedné strany špičku a z druhé strany bylo tupé. Špičkou se rylo a tupou stranou šel napsaný text velmi rychle smazat. Proto se voskové tabulky používaly především na krátkodobě potřebné texty, na dlouhodobě potřebné se častěji používal například pergamen.